# П'єр Шоню
П'єр Шоню (фр. Pierre Chaunu; 17 серпня 1923, Бельвіль-сюр-Мез — 22 жовтня 2009, Кан) — французький історик.
Досліджував історію Латинської Америки та історію Європи, головним чином, Франції XVI—XVIII століть. Зазнав серйозного впливу школи «Анналів», особливо, Фернана Броделя.
Є одним з піонерів квантитативної історії у французькій наукці. Одним з найважливіших напрямків його досліджень було вивчення впливу демографічних коливань на розвиток цивілізацій.